# 미모리 스즈코
미모리 스즈코(일본어: 三森 すずこ, 1986년 6월 28일 ~ )는 일본 도쿄의 여자성우다. 히비키 소속 부시로드의 부사장인 쿠로카와 후미오와는 사촌사이다.
주요 출연작으로는 《탐정 오페라 밀키 홈즈》 시리즈의 셜록 셰린포드 역, 《유루유리》 시리즈의 후루타니 히마와리 역 《러브 라이브!》의 소노다 우미 역, 《소녀☆가극 레뷰 스타라이트》의 카구라 히카리 역이 있다.

## 약력
일찍이 '쿠로카와 스즈코' 명의로 뮤지컬이나 무대를 중심으로 활동하다가 예능사무소 히비키의 사장에게서 성우를 하지 않겠냐는 제안을 받고 그 사무소로 이적하여 성우 활동을 시작하며 예명으로 '미모리 스즈코'를 사용한다. 그 이전에는 고마자와 대학에 재학했으나 중퇴한다. 또, 아이돌 유닛 〈Cutie Pai〉의 멤버 '수지'로 2009년 7월부터 10월까지 활동한다. 2010년부터는 성우 유닛 〈밀키 홈즈〉의 멤버로서 음악활동이나 버라이어티 방송에 출연한다. 2014년 6월에는 단독 라이브 투어 〈정말 좋아〉를 개최하였다.

## 에피소드
중학교, 고등학교는 중고일관교에 다니면서 고교 1학년 때 다카라즈카 가극단의 수험을 치려고 하였다.
〈성우 그랑프리〉에서는 'Okuzushi, M, Romi(오쿠즈시 로미)' 명의로, 독자에게 받은 편지를 소재로 그린 일러스트와 컬럼을 선보였다. '오쿠즈시 로미'는 자신의 예명을 로마자로 쓴 'Mimori Suzuko'를 거꾸로 읽은 것.
TV 카나가와 《키즈 극장!!》의 최종회에서는 《탐정 오페라 밀키 홈즈》의 소개와 함께 '본인'과 '셜록 셰린포드' 키즈 네코미미 코너의 '네코미미 쿠마상'까지 3역을 혼자서 해냈다. 또 밀키 홈즈 작중에서도 '네코미미 쿠마상' 패러디가 등장한다.
신주쿠 로프트 플러스원에서 열린 토쿠이 소라의 토크 라이브 〈미라클 소라나이트 ~소라, 내습~〉에 시크릿 게스트로 등장했을 때, 네코미미 쿠마상의 테마곡을 선보였다.

## 출연작

### TV 애니메이션
※ 굵은 글씨는 주연
2010년
- B형H계 (여고생,고객,외국인 걸)
- 탐정 오페라 밀키 홈즈 (셜록 셰린포드)
- 키즈 극장!! 키즈 네코미미 코너 (네코미미 곰)

2011년
- 유루유리 (후루타니 히마와리)
- gdgd요정s (피쿠피쿠)
- 무장중학생 (카노 나나미)
- 카드파이트!! 뱅가드 (코린)
- 탐정 오페라 밀키 홈즈 서머 스페셜 (셜록 셰린포드)

2012년
- 맹렬 우주해적 (벨린다 퍼시)
- 오다 노부나의 야망 (마츠다이라 모토야스)
- 오늘부터 신령님 (모모조노 나나미)
- 유루유리 (후루타니 히마와리)
- 윤회의 라그랑제 (콘도 미치)
- 카드파이트!! 뱅가드 아시아 서킷 편 (코린)
- 퀸즈 블레이드 리벨리온 (에이린)
- 탐정 오페라 밀키 홈즈 제 2막 (셜록 셰린포드)
- 비색의 조각 (타카라 키요노)
- 포요포요 관찰일기 (사토 모에)
- 테-큐!  (신죠 카나에)
- BTOOOM!  (히미코)
- 푸른 세계의 중심에서 (아리사 네루)
- 전희절창 심포기어 (소녀, 여고생 3인조, 미아 여동생)

2013년
- 러브 라이브!(소노다 우미)
- 카드파이트!! 뱅가드 링크조커 편 (타츠나기 코린)
- 아웃브레이크 컴퍼니 (뮤셀 포아란)
- GJ부 (스메라기 시온)
- IS (인피니트 스트라토스) 2 (사라시키 칸자시)

2014년
- 러브 라이브! 2기 (소노다 우미)
- 맹렬 우주해적 극장판 (벨린다 퍼시)
- 페어리 테일 （히스이 E.피오레）
- 괴짜가족(오오사와기 고테츠)
- 마지모지 루루모 (루루모)
- 카드파이트!! 뱅가드 레기온메이트 편 (타츠나기 코린)
- 유우키 유우나는 용자다 (토고 미모리)

2015년
- 오늘부터 신령님◎ (모모조노 나나미)
- 극장판 푸른 강철의 아르페지오 DC (멘탈모델 아시가라)

2016년
- 타이거 마스크 W (타카오카 하루나)

2017년
- 케모노 프렌즈 (북방여우)

2018년
- 소녀☆가극 레뷰 스타라이트 (카구라 히카리)
- 반짝이는☆프리채널 (시라토리 앙주(엔젤))

2019년
- 소녀☆콩트 올 스타라이트 (카구라 히카리)

### OVA
2011년
- 베이비 프린세스 (세이카)
- T.P.사쿠라 ~타임 팔라딘 사쿠라~ (요시노 사쿠라)

2012년
- 아침까지 수업Chu! (타카바네 리사)

2014년
- 유루유리 나츄야츄미 (후루타니 히마와리)

### 극장판 애니메이션
2015년
- [러브라이브]스쿨아이돌 더 뮤비 (소노다 우미)

2016년
- 디지몬 어드벤처 트라이 제3장: 고백 (타케노우치 소라)

2023년
- 극장판 프리큐어 올스타즈 F (큐어 어스)

2024년
- 기빗올 : 우리들의 썸머 (오노 마이)

### 게임
데이트 어 라이브/아루스 인스톨, 리오 리인카네이션 : 아루스 마리아, 아루스 마리나
검은 장미의 발키리 : 야쿠모 아이

### 라디오
- 밀키홈즈 탐정학원 방송실
- 히비키 & IOSYS 프레젠츠 '이자카야 천하무쌍!'
- 츠쿠모노가타리 ~아야카시 방송국~
- 디스가이아4X일본제일 RADIO
- T.P.사쿠라 카자미 학교 초등부 방송위원회

## 음반
1st 싱글 会いたいよ... 会いたいよ! 2013년 4월 3일 발매
2nd 싱글 約束してよ? 一緒だよ! 2013년 7월 3일 발매
3rd 싱글 ユニバー ページ 2013년 10월 23일 발매
한정 싱글 グロー リー! 2014년 2월 5일 발매
1st 앨범 好きっ 2014년 4월 2일 발매
4th 싱글 せいいっぱい、つたえたい！ 2014년 8월 6일 발매
한정 싱글 ハーモニア 2014년 9월 10일 발매
2nd 앨범 Fantasic Funfair 2015년 4월 8일 발매
5th 싱글 Light for Knight 2015년 10월 21일 발매
한정 싱글 ハッピーハッピークリスマス 2015년 12월 9일 발매